# Natação no Campeonato Mundial de Esportes Aquáticos de 2022 - 50 m livre masculino
A prova dos 50 metros livre masculino da natação no Campeonato Mundial de Esportes Aquáticos de 2022 ocorreu nos dias 23 e 24 de junho, em Budapeste, na Hungria.

## Recordes
Antes desta competição, os recordes mundiais e do campeonato nesta prova eram os seguintes:
| Tipo                  | Atleta         | Tempo  | Local     | Data                   |
| --------------------- | -------------- | ------ | --------- | ---------------------- |
|                       | César Cielo    | 20s 91 | São Paulo | 18 de dezembro de 2009 |
| Recorde do campeonato | Caeleb Dressel | 21s 04 | Gwangju   | 27 de julho de 2019    |

## Medalhistas
| Ouro            | Prata                | Bronze                |
| Ben Proud (GBR) | Michael Andrew (USA) | Maxime Grousset (FRA) |

## Cronograma
Todos os horários são locais (UTC+2). 
| Data        | Hora  | Evento        |
| ----------- | ----- | ------------- |
| 23 de junho | 09:30 | Eliminatórias |
| 23 de junho | 18:42 | Semifinal     |
| 24 de junho | 18:09 | Final         |

## Resultados

### Eliminatórias
Esses foram os resultados das eliminatórias. A prova foi realizada no dia 23 de junho com início às 09:30. 
| Pos. | Bateria | Raia | Nadador                | Nacionalidade                   | Tempo | Notas            |
| ---- | ------- | ---- | ---------------------- | ------------------------------- | ----- | ---------------- |
| 1    | 10      | 5    | Bruno Fratus           | Brasil                          | 21.71 | Q                |
| 2    | 9       | 3    | Joshua Liendo          | Canadá                          | 21.72 | Q                |
| 3    | 8       | 4    | Michael Andrew         | Estados Unidos                  | 21.74 | Q                |
| 4    | 9       | 4    | Ben Proud              | Reino Unido                     | 21.76 | Q                |
| 5    | 10      | 6    | Vladyslav Bukhov       | Ucrânia                         | 21.87 | Q                |
| 6    | 10      | 2    | Lewis Burras           | Reino Unido                     | 21.89 | Q                |
| 7    | 10      | 3    | Kristian Gkolomeev     | Grécia                          | 21.90 | Q                |
| 8    | 8       | 5    | Thom de Boer           | Países Baixos                   | 21.91 | Q                |
| 9    | 8       | 6    | Lorenzo Zazzeri        | Itália                          | 21.95 | Q                |
| 10   | 8       | 3    | Paweł Juraszek         | Polónia                         | 21.97 | Q                |
| 10   | 9       | 6    | Maxime Grousset        | França                          | 21.97 | Q                |
| 12   | 9       | 1    | Szebasztián Szabó      | Hungria                         | 21.99 | Q                |
| 13   | 9       | 5    | Florent Manaudou       | França                          | 22.04 | Q                |
| 14   | 8       | 7    | Meiron Cheruti         | Israel                          | 22.07 | Q                |
| 15   | 9       | 2    | Jesse Puts             | Países Baixos                   | 22.09 | Q                |
| 16   | 9       | 7    | Alberto Mestre         | Venezuela                       | 22.12 | Q                |
| 17   | 6       | 2    | Dylan Carter           | Trinidad e Tobago               | 22.19 |                  |
| 17   | 6       | 6    | Ji Yu-chan             | Coreia do Sul                   | 22.19 |                  |
| 19   | 5       | 5    | Jordan Crooks          | Ilhas Caimã                     | 22.20 | Recorde nacional |
| 20   | 8       | 0    | Nicholas Lia           | Noruega                         | 22.26 |                  |
| 20   | 10      | 8    | Luiz Gustavo Borges    | Brasil                          | 22.26 |                  |
| 22   | 7       | 4    | Andrej Barna           | Sérvia                          | 22.30 |                  |
| 23   | 10      | 1    | Ian Ho                 | Hong Kong                       | 22.32 |                  |
| 24   | 6       | 3    | Mikel Schreuders       | Aruba                           | 22.44 |                  |
| 25   | 6       | 4    | Daniel Zaitsev         | Estónia                         | 22.45 |                  |
| 25   | 8       | 2    | Thomas Nowakowski      | Austrália                       | 22.45 |                  |
| 27   | 7       | 1    | Isak Eliasson          | Suécia                          | 22.47 |                  |
| 28   | 8       | 1    | Konrad Czerniak        | Polónia                         | 22.48 |                  |
| 28   | 8       | 8    | Heiko Gigler           | Áustria                         | 22.48 |                  |
| 30   | 9       | 9    | Jonathan Tan           | Singapura                       | 22.51 |                  |
| 31   | 7       | 3    | Calum Bain             | Irlanda                         | 22.53 |                  |
| 32   | 6       | 5    | Guido Buscaglia        | Argentina                       | 22.55 |                  |
| 33   | 6       | 1    | Oussama Sahnoune       | Argélia                         | 22.56 |                  |
| 34   | 7       | 8    | Michael Pickett        | Nova Zelândia                   | 22.59 |                  |
| 34   | 7       | 9    | Matej Duša             | Eslováquia                      | 22.59 |                  |
| 36   | 10      | 7    | Luca Dotto             | Itália                          | 22.60 |                  |
| 37   | 9       | 8    | Gabriel Castaño        | México                          | 22.64 |                  |
| 38   | 7       | 7    | Kaloyan Bratanov       | Bulgária                        | 22.68 |                  |
| 38   | 10      | 0    | Wang Changhao          | China                           | 22.68 |                  |
| 40   | 9       | 0    | Grayson Bell           | Austrália                       | 22.69 |                  |
| 41   | 7       | 5    | Yuri Kisil             | Canadá                          | 22.71 |                  |
| 41   | 7       | 6    | Andriy Govorov         | Ucrânia                         | 22.71 |                  |
| 43   | 6       | 8    | Clayton Jimmie         | África do Sul                   | 22.74 |                  |
| 44   | 7       | 2    | Zhang Zhoujian         | China                           | 22.75 |                  |
| 45   | 5       | 4    | Nikolas Antoniou       | Chipre                          | 22.77 |                  |
| 46   | 10      | 9    | Alexander Varakin      | Cazaquistão                     | 22.79 |                  |
| 47   | 6       | 7    | Rémi Fabiani           | Luxemburgo                      | 22.80 |                  |
| 48   | 6       | 0    | Lamar Taylor           | Bahamas                         | 22.86 |                  |
| 49   | 5       | 2    | Tomas Navikonis        | Lituânia                        | 22.92 |                  |
| 50   | 8       | 9    | Abdelrahman Sameh      | Egito                           | 22.95 |                  |
| 51   | 7       | 0    | Wu Chun-feng           | Taipé Chinesa                   | 23.17 |                  |
| 52   | 5       | 9    | Khurshidjon Tursunov   | Uzbequistão                     | 23.20 |                  |
| 53   | 5       | 8    | Bernat Lomero          | Andorra                         | 23.29 |                  |
| 54   | 5       | 0    | Nikola Bjelajac        | Bósnia e Herzegovina            | 23.42 |                  |
| 55   | 5       | 3    | Artur Barseghyan       | Armênia                         | 23.46 |                  |
| 55   | 6       | 9    | Souhail Hamouchane     | Marrocos                        | 23.46 |                  |
| 57   | 5       | 7    | Stefano Mitchell       | Antígua e Barbuda               | 23.52 |                  |
| 58   | 5       | 6    | Matin Sohran           | Irão                            | 23.74 |                  |
| 59   | 1       | 2    | Irvin Hoost            | Suriname                        | 23.96 |                  |
| 60   | 4       | 1    | Belly-Cresus Ganira    | Burundi                         | 24.03 |                  |
| 61   | 4       | 2    | Musa Zhalayev          | Turquemenistão                  | 24.15 |                  |
| 62   | 4       | 7    | Swaleh Talib           | Atleta suspenso pela FINA       | 24.23 |                  |
| 63   | 4       | 4    | Gregory Anodin         | Ilhas Maurícias                 | 24.38 |                  |
| 64   | 2       | 2    | Batbayaryn Enkhtamir   | Mongólia                        | 24.42 |                  |
| 65   | 1       | 6    | Christian Nikles       | Brunei                          | 24.44 |                  |
| 66   | 4       | 8    | Shane Cadogan          | São Vicente e Granadinas        | 24.57 |                  |
| 67   | 4       | 5    | Tendo Mukalazi         | Uganda                          | 24.58 |                  |
| 68   | 4       | 6    | Alassane Seydou        | Níger                           | 24.63 |                  |
| 69   | 4       | 3    | Raphael Grand'Pierre   | Haiti                           | 24.94 |                  |
| 70   | 4       | 0    | Leon Seaton            | Guiana                          | 25.07 |                  |
| 71   | 4       | 9    | Marc Dansou            | Benim                           | 25.13 |                  |
| 72   | 3       | 4    | Eloi Imaniraguha       | Ruanda                          | 25.26 |                  |
| 73   | 2       | 7    | Dennis Mhini           | Tanzânia                        | 25.44 |                  |
| 74   | 3       | 5    | Martin Muja            | Kosovo                          | 25.45 |                  |
| 75   | 3       | 6    | Rohan Shearer          | Turcas e Caicos                 | 25.50 |                  |
| 76   | 1       | 8    | Taiyo Akimaru          | Marianas Setentrionais          | 26.02 |                  |
| 77   | 1       | 3    | Fakhriddin Madkamov    | Tajiquistão                     | 26.11 |                  |
| 78   | 2       | 6    | Slava Sihanouvong      | Laos                            | 26.25 |                  |
| 79   | 3       | 3    | Troy Pina              | Cabo Verde                      | 26.45 |                  |
| 80   | 1       | 5    | Travis Sakurai         | Palau                           | 26.57 |                  |
| 81   | 2       | 4    | Houmed Houssein Barkat | Djibuti                         | 27.05 |                  |
| 82   | 3       | 2    | Edgar Iro              | Ilhas Salomão                   | 27.39 |                  |
| 83   | 1       | 1    | Aseel Khousrof         | Iêmen                           | 27.51 |                  |
| 84   | 3       | 0    | Phillip Kinono         | Ilhas Marshall                  | 27.54 |                  |
| 85   | 2       | 0    | Kyler Kihleng          | Estados Federados da Micronésia | 27.56 |                  |
| 86   | 3       | 1    | Elhadj Diallo          | Guiné                           | 27.72 |                  |
| 87   | 3       | 8    | Adam Mpali             | Gabão                           | 27.93 |                  |
| 88   | 3       | 9    | Asher Banda            | Malawi                          | 28.30 |                  |
| 89   | 1       | 4    | Higinio Ndong Obama    | Geórgia                         | 29.48 |                  |
| 90   | 2       | 9    | Ali Barouf             | Comores                         | 32.52 |                  |
| 91   | 2       | 8    | Tilahun Mayede         | Etiópia                         | DSQ   | DSQ              |
| 91   | 1       | 7    | Loic Leenaerts         | Togo                            | DNS   | DNS              |
| 91   | 2       | 1    | Freddy Mayala          | República do Congo              | DNS   | DNS              |
| 91   | 2       | 3    | Terence Tengue         | República Centro-Africana       | DNS   | DNS              |
| 91   | 2       | 5    | Yves Munyu             | República Democrática do Congo  | DNS   | DNS              |
| 91   | 3       | 7    | Souleymane Napare      | Burquina Fasso                  | DNS   | DNS              |
| 91   | 5       | 1    | Alaa Maso              | Atleta refugiado                | DNS   | DNS              |
| 91   | 10      | 4    | Caeleb Dressel         | Estados Unidos                  | DNS   | DNS              |

### Semifinal
Esses foram os resultados das semifinais. A prova foi realizada no dia 23 de junho com início às 18:42.
| Pos. | Bateria | Raia | Nadador            | Nacionalidade  | Tempo | Notas |
| ---- | ------- | ---- | ------------------ | -------------- | ----- | ----- |
| 1    | 1       | 5    | Ben Proud          | Reino Unido    | 21.42 | Q     |
| 2    | 2       | 2    | Lorenzo Zazzeri    | Itália         | 21.70 | Q     |
| 3    | 1       | 4    | Joshua Liendo      | Canadá         | 21.73 | Q     |
| 4    | 1       | 3    | Lewis Burras       | Reino Unido    | 21.78 | Q     |
| 5    | 2       | 5    | Michael Andrew     | Estados Unidos | 21.80 | Q     |
| 5    | 2       | 6    | Kristian Gkolomeev | Grécia         | 21.80 | Q     |
| 7    | 1       | 7    | Szebasztián Szabó  | Hungria        | 21.81 | Q     |
| 8    | 2       | 4    | Bruno Fratus       | Brasil         | 21.83 | DES   |
| 8    | 2       | 7    | Maxime Grousset    | França         | 21.83 | DES   |
| 10   | 2       | 3    | Vladyslav Bukhov   | Ucrânia        | 21.87 |       |
| 11   | 2       | 1    | Florent Manaudou   | França         | 21.95 |       |
| 12   | 1       | 6    | Thom de Boer       | Países Baixos  | 21.99 |       |
| 13   | 1       | 1    | Meiron Cheruti     | Israel         | 22.00 |       |
| 14   | 1       | 2    | Paweł Juraszek     | Polónia        | 22.01 |       |
| 15   | 2       | 8    | Jesse Puts         | Países Baixos  | 22.02 |       |
| 16   | 1       | 8    | Alberto Mestre     | Venezuela      | 22.13 |       |

Desempate
Uma prova extra foi realizada dia 23 de junho às 20:13 para a definição do último finalista.
| Posição | Raia | Nadador         | Nacionalidade | Tempo | Notas |
| ------- | ---- | --------------- | ------------- | ----- | ----- |
| 1       | 5    | Maxime Grousset | França        | 21.59 | Q     |
| 2       | 4    | Bruno Fratus    | Brasil        | 21.62 |       |

### Final
A final foi realizada em 24 de junho às 18:09. 
| Pos.              | Raia | Nadador            | Nacionalidade  | Tempo | Notas            |
| ----------------- | ---- | ------------------ | -------------- | ----- | ---------------- |
| Medalha de ouro   | 4    | Ben Proud          | Reino Unido    | 21.32 |                  |
| Medalha de prata  | 2    | Michael Andrew     | Estados Unidos | 21.41 |                  |
| Medalha de bronze | 8    | Maxime Grousset    | França         | 21.57 |                  |
| 4                 | 1    | Szebasztián Szabó  | Hungria        | 21.60 |                  |
| 5                 | 3    | Joshua Liendo      | Canadá         | 21.61 | Recorde nacional |
| 6                 | 5    | Lorenzo Zazzeri    | Itália         | 21.81 |                  |
| 7                 | 6    | Lewis Burras       | Reino Unido    | 21.83 |                  |
| 8                 | 7    | Kristian Gkolomeev | Grécia         | 21.89 |                  |

Legenda
| Recorde mundial       | Recorde mundial (World record)               |                       | Recorde africano                      | Recorde africano (African) |                                           | Q | Classificado por posição (Qualified) |
| Recorde do campeonato | Recorde do campeonato (Championship record)  | Recorde da América    | Recorde da América (Americas)         | q                          | Classificado por melhor tempo (Qualified) |   |                                      |
| Melhor marca do ano   | Melhor marca do ano (World leading)          | Recorde asiático      | Recorde asiático (Asian)              | DNS                        | Não largou (Did not start)                |   |                                      |
| Recorde nacional      | Recorde nacional (National record)           | Recorde europeu       | Recorde europeu (European)            | DNF                        | Não terminou (Did not finish)             |   |                                      |
| Recorde pessoal       | Recorde pessoal do atleta (Personal best)    | Recorde da Oceania    | Recorde da Oceania (Oceania)          | DSQ / DQ                   | Desclassificado (Disqualified)            |   |                                      |
| Recorde da temporada  | Recorde da temporada do atleta (Season best) | Recorde sul-americano | Recorde sul-americano (South America) | NM                         | Sem marca (No mark)                       |   |                                      |